# Google for Jobs
Google for Jobs ist eine vertikale Suchmaschine des US-amerikanischen Unternehmens Google LLC, die Stellenanzeigen von Jobbörsen und Karriereseiten aggregiert. Google for Jobs ist in 120 Ländern präsent.  Die Jobbörse startete in Deutschland Mitte Mai 2019 und wurde dort auf Anhieb Sichtbarkeits-Marktführer. Im April 2021 erfolgte der Start in Österreich.

## Funktionsweise
In Google for Jobs werden Stellenausschreibungen verschiedener Plattformen und Unternehmensseiten zusammengetragen und in der Google-Suche sichtbar gemacht, um die Suche nach Kandidaten für Bewerber einfacher zu machen. Die Jobbörse wird in der Google-Suche auf der so genannten Position 0, also nach den bezahlten Anzeigen aber noch vor der organischen Suche angezeigt. So werden Stellenanzeigen aus den Jobbörsen in Deutschland, Österreich und der Schweiz automatisch übernommen. In den USA ist Google for Jobs mit ca. 5 Millionen Jobs täglich online. Zum Vergleich sind es bei LinkedIn 3 Millionen Jobs täglich.
Die technische Umsetzung der Erfassung findet mittels strukturierter Daten anhand des schema.org Datentyps "JobPosting" statt. Die Stellen werden dann automatisch beim Crawling durch Google erfasst und der Jobbörse hinzugefügt.

## Kritik
In einem Brief an die EU-Kommissarin für Wettbewerb beklagen sich führende Jobbörsen wie Monster, Xing, Linkedin und Stepstone über die Marktmacht von Google for Jobs. Es wurden Befürchtungen geäußert, dass der Wettbewerb im Bereich der Online-Jobvermittlung zum Erliegen kommt, falls keine Wettbewerbs- oder Regulierungsbehörde Googles Strategie für den Markteintritt stoppt.